# 愛德華·懷特·沃許伯恩
愛德華·懷特·沃許伯恩（英語：Edward Wight Washburn，1881年5月10日—1934年2月6日）是一名美國化學家。
沃許伯恩出生於內布拉斯加州的比阿特麗斯，父親威廉·吉爾莫·沃許伯恩（William Gilmor Washburn）是木材和磚塊商人。在教高中學生（1899年—1901年）時，他修完了內布拉斯加大學所有的化學課程（1899年—1900年），並於1901年進入麻省理工學院就讀，1905年取得化學學士學位，1908年在亞瑟·阿莫斯·諾伊斯的指導下取得博士學位。
同年晚些時候，沃許伯恩成為伊利諾大學物理化學部門的主管。1916年，他成為該大學陶瓷工程系系主任。
1920年，國際純化學和應用化學聯合會成立，其最初的項目之一是編纂《國際數值數據關鍵表》、《物理、化學和技術》。沃許伯恩於1922年被任命為總編輯，並搬到華盛頓。1926年，他成為國家標準局化學部門的主管。沃許伯恩在1922年至1923年間擔任美國國家研究委員會化學與化學技術部門主席、國際物理化學標準委員會主席，以及美國國家科學院院士。